# Фін Трох
Фін Трох (фр. Fien Troch; ? 1978, Лондерзел, Бельгія) — бельгійська кінорежисерка, сценаристка та продюсерка.

## Життєпис
Народилася в 1978 році в Лондерзелі, що у Фламандському Брабанті в Бельгії. Її батько є бельгійським кіномонтажером Лудо Трохом. Після закінчення у 2000 році художньої академії Sint-Lukas в Брюсселі вона здобула низку номінацій та нагород в обраній нею кар'єрі кінематографістки.
Після кількох короткометражок Трох у 2005 році зняла перший повнометражний фільм «Чуже щастя», психологічну драму про те, як фатальна автокатастрофа вплинула на життя невеликого села у Фландрії. Фільм був номінований на Гран-прі Гентського міжнародного кінофестивалю та на Премію Жозефа Плато (2002) у категоріях «Найкращий бельгійський режисер» та «Найкращий бельгійський сценарій». Крім того, у 2005 році на кінофестивалі в Салоніках він отримав «Золотого Александра» та нагороду за найкращий сценарій. На 62-му Міжнародному Туринському кінофестивалі фільм здобув приз за найкращу жіночу роль.
Другий повнометражний фільм Трох «Нез'ясовне» 2008 року зображує наслідки зникнення молодої дівчини. Стрічка була відзначена Премією Андре Каванса Бельгійської Асоціації кінокритиків як найкращий бельгійський фільми року. Фільми Трох 2012 року «Малюк» був номінований на бельгійську національну кінопремію «Магрітт».
Фільм Фін Трох 2016 року «Дім» отримав нагороду за найкращу режисуру в секції «Горизонти» на 73-му Міжнародному кінофестивалі у Венеції. У 2018 році він був висунутий в чотирьох номінаціях на здобуття премії «Магрітт».
У 2017 році Фін Трох входила до складу журі секції «Горизинти» 74-го Венеційського міжнародного кінофестивалю, очолюваного Джанні Амеліо.

## Особисте життя
Фін Трох одружена з письменником і монтажером Ніко Лененом. Має двох дітей.

## Громадська позиція
У 2018 підтримала звернення Європейської кіноакадемії на захист ув'язненого у Росії українського режисера Олега Сенцова.

## Фільмографія
| Рік  |     | Назва українською | Оригінальна назва      | Режисер | Сценарист | Продюсер |
| ---- | --- | ----------------- | ---------------------- | ------- | --------- | -------- |
| 1998 | к/м | Випалена земля    | Verbrande aarde        | Так     | Так       |          |
| 1999 | к/м |                   | Wooww                  | Так     | Так       | Так      |
| 2001 | к/м | Марія             | Maria                  | Так     | Так       | Так      |
| 2002 | к/м |                   | Cool Sam & Sweet Suzie | Так     |           |          |
| 2004 |     |                   | 10 jaar leuven kort    | Так     |           |          |
| 2005 |     | Чуже щастя        | Een ander zijn geluk   | Так     | Так       |          |
| 2008 |     | Нез'ясовне        | Unspoken               | Так     | Так       |          |
| 2012 |     | Малюк             | Kid                    | Так     | Так       |          |
| 2016 |     | Дім               | Home                   | Так     | Так       |          |

## Визнання
| Рік                                     | Категорія                                          | Фільм      | Результат    |
| --------------------------------------- | -------------------------------------------------- | ---------- | ------------ |
| Гентський міжнародний кінофестиваль     |                                                    |            |              |
| 2005                                    | Гран-прі                                           | Чуже щастя | Номінація    |
| 2012                                    | Спеціальна згадка                                  | Малюк      | Номінація    |
| 2016                                    | Нагорода Canvas Audience                           | Дім        | Перемога     |
| 2016                                    | Приз аудиторії за найкращий фільм                  | Дім        | Перемога     |
| 2016                                    | Приз молодіжного журі — Особлива згадка            | Дім        | Перемога     |
| Міжнародний кінофестиваль у Салоніках   |                                                    |            |              |
| 2005                                    | Золотий Александр                                  | Чуже щастя | Перемога     |
| 2005                                    | Приз за найкращий сценарій                         | Чуже щастя | Перемога     |
| Премія Жозефа Плато                     |                                                    |            |              |
| 2006                                    | Найкращий бельгійський режисер                     | Чуже щастя | Номінація    |
| 2006                                    | Найкращий бельгійський сценарій                    | Чуже щастя | Номінація    |
| Кінофестиваль в Остенде                 |                                                    |            |              |
| 2013                                    | Приз «Енсор» за найкращий фільм                    | Малюк      | Номінація    |
| 2017                                    | Найкращий фільм                                    | Дім        | Перемога     |
| 2017                                    | Найкращий режисер                                  | Дім        | Перемога     |
| 2017                                    | Найкращий сценарій                                 | Дім        | Номінація    |
| Премія «Магрітт»                        |                                                    |            |              |
| 2014                                    | Найкращий фламандський фільм спільного виробництва | Малюк      | Перемога     |
| 2014                                    | Найкращий оригінальний або адаптований сценарій    | Малюк      | Номінація    |
| 2018                                    | Найкращий фламандський фільм                       | Дім        | В очікуванні |
| Венеційський міжнародний кінофестиваль  |                                                    |            |              |
| 2016                                    | Венеційські горизонти — Найкращий фільм            | Дім        | Номінація    |
| 2016                                    | Венеційські горизонти — Найкращий режисер          | Дім        | Перемога     |
| Європейський кінофестиваль в Лез-Аркс   |                                                    |            |              |
| 2016                                    | Гран-прі журі                                      | Дім        | Перемога     |
| Стамбульський міжнародний кінофестиваль |                                                    |            |              |
| 2017                                    | Золотий тюльпан                                    | Дім        | Номінація    |
| Мюнхенський кінофестиваль               |                                                    |            |              |
| 2017                                    | Нагорода ARRI/OSRAM — Спеціальна згадка            | дім        | Перемога     |
| Премія Європейської кіноакадемії        |                                                    |            |              |
| 2017                                    | Нагорода «European University Film Award»          | Дім        | Номінація    |
| Премія Андре Каванса                    |                                                    |            |              |
| 2018                                    | Найкращий фільм року                               | Дім        | Перемога     |